# Eugen Habermann

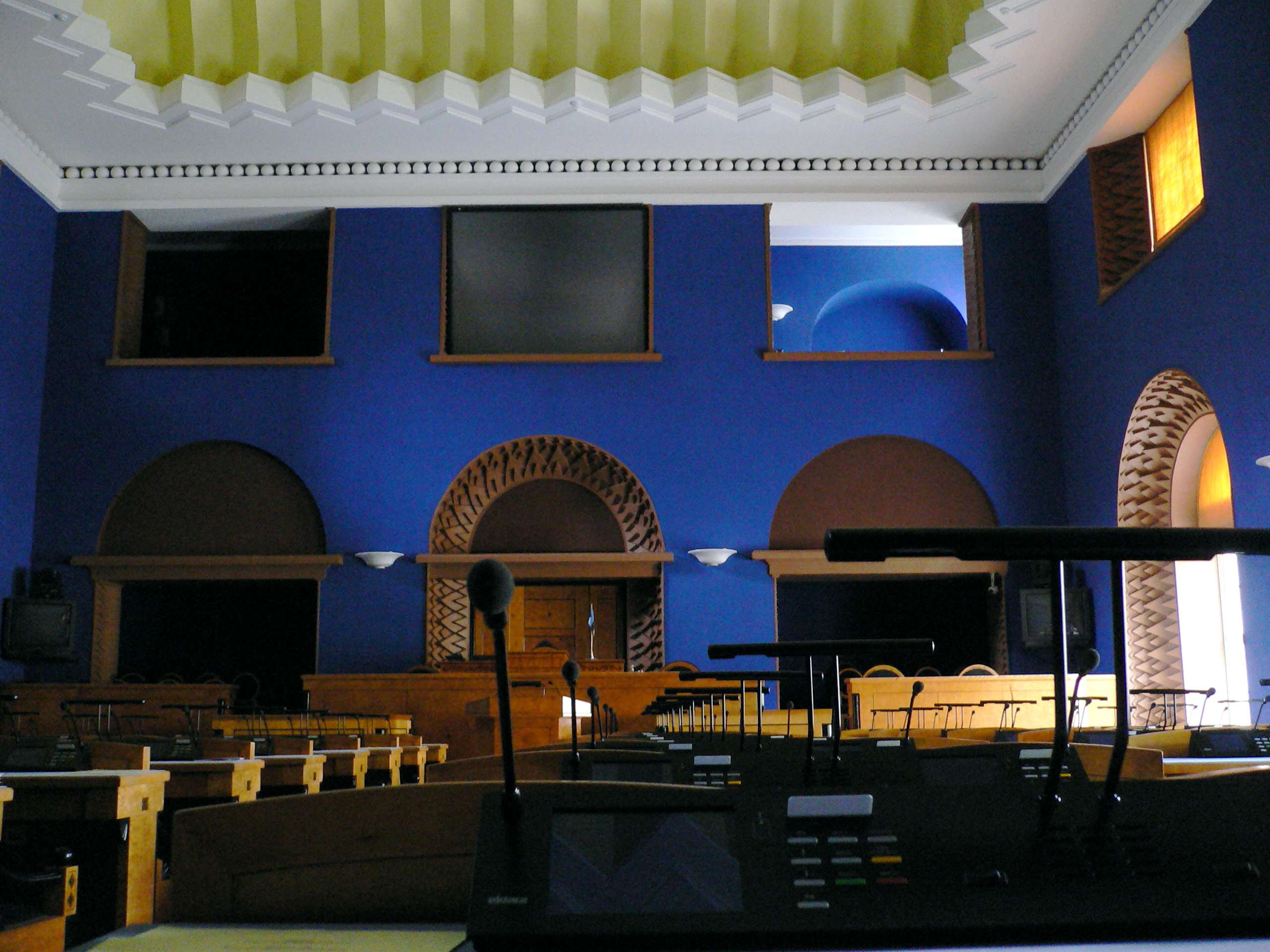
Plenarsaal des estnischen Parlaments. Gestaltung durch Eugen Habermann und Herbert Voldemar Johanson (1920–1922)

Eugen Habermann (* 7. Oktoberjul. / 19. Oktober 1884greg. in Tallinn; † 22. September 1944 in der Ostsee) war ein estnischer Architekt. Er kam bei seiner Flucht aus Estland ums Leben, als das deutsche Transportschiff Moero, beladen mit Verwundeten und estnischen Flüchtlingen, von sowjetischen Flugzeugen am 22. September 1944 in der Ostsee bei Ventspils (dt. Windau) versenkt wurde.

## Frühe Jahre
Eugen Habermann studierte von 1902 bis 1905 am Polytechnischen Institut Riga und von 1906 bis 1909 an der Technischen Hochschule Dresden. Von 1909 bis 1912 war er im sächsischen Dresden tätig, 1910/1911 im kurländischen Liepāja und ab 1913 im estnischen Tallinn.
1913 war Habermann Bauleiter am Konzert- und Opernhaus Estonia. Von 1914 bis 1923 arbeitete Habermann als Stadtarchitekt von Tallinn. Von 1919 bis 1923 war er außerdem Leiter des Baureferats im estnischen Innenministerium. Von 1922 bis 1932 war Eugen Habermann erster Vorsitzender der estnischen Architektenvereinigung (Eesti Arhitektide Ühing).

## Architekt in Tallinn
Eugen Habermann hat als Architekt zahlreiche Spuren in Tallinn hinterlassen. Zwischen 1917 und 1920 nahm er entscheidend an der Stadtplanung von Tallinn teil. Gemeinsam mit Herbert Voldemar Johanson gestaltete er das Gebäude des estnischen Parlaments (Riigikogu) an Stelle der Ruinen des ehemaligen Konventshauses auf dem Domberg. Es war der erste repräsentative Bau des neuen estnischen Staates. Das Gebäude orientiert sich an zwei unterschiedlichen Stilrichtungen: dem Traditionalismus bzw. späten Jugendstil der 1920er Jahre nach außen und dem Expressionismus im Inneren. Es ist weltweit das einzige Parlamentsgebäude im Stil des Expressionismus.
In der zweiten Hälfte der 1920er Jahre wurde sein Stil funktionalistischer. Aus dieser Zeit stammen
- Rauaniit-Trikotagefabrik, 1926–1932 (Tallinn, Põhja puiestee 7)
- Elektrizitätswerk, 1928–1932 (Tallinn, Põhja puiestee 27)
- Geschäfts- und Wohnhaus, 1932/1933 (Tallinn, Pärnu maantee 6)
- Hauptsitz der Eesti Pank, 1935 (Tallinn, Estonia puiestee 13, gemeinsam mit Herbert Voldemar Johanson)
- Wohnhaus, 1939 (Tallinn, Roosikrantsi 8/8a)